# Fernando Rios Ximénez
Fernando Rios Ximénez war ein uruguayischer Politiker.
Rios Ximénez war Abgeordneter in der Cámara de Representantes. Dort saß er in der 18. Legislaturperiode ab dem 3. Juli 1886 als stellvertretender Abgeordneter für das Departamento Florida. Sodann gewann er die Wahl für eine weitere Amtszeit als Volksvertreter und gehörte dem Parlament in der 19. Legislaturperiode bis zum 10. Februar 1898 an.